# Juliomys
Juliomys é um gênero de roedores da família Cricetidae.

## Espécies
- Juliomys anoblepas (extinta)
- Juliomys ossitenuis Costa et al., 2007
- Juliomys pictipes Osgood, 1933
- Juliomys rimofrons de Oliveira & Bonvicino, 2002